# Рисдаль, Стефани
Сте́фани Ри́сдаль Ни́льсен (дат. Stephanie Risdal Nielsen, Stephanie Risdal, урождённая Сте́фани Ни́льсен, дат. Stephanie Nielsen; род. 16 августа 1991, Копенгаген) — датская кёрлингистка.

## Достижения
- Чемпионат Дании по кёрлингу среди женщин: золото (2016, 2017).
- Европейский юношеский Олимпийский фестиваль: бронза (2009).
- Первенство Европы по кёрлингу среди юниоров: золото (2013), серебро (2010, 2012).
- Чемпионат Дании по кёрлингу среди юниоров: золото (2010, 2011, 2012, 2013).

## Команды
| Сезон   | Четвёртый               | Третий          | Второй              | Первый                  | Запасной                                                       | Турниры                                           |
| ------- | ----------------------- | --------------- | ------------------- | ----------------------- | -------------------------------------------------------------- | ------------------------------------------------- |
| 2009    | Метте де Неергор        | Стефани Нильсен | Cecilie Hygom       | Jannie Gundry           | Isabella Glenstrøm тренер: Ch. Hidegand                        | ЗЕЮОФ 2009                                        |
| 2010    | Стефани Нильсен         | Кристин Свенсен | Jannie Gundry       | Ивана Братич            | Cecilie Hygom тренер: Кирстен Йенсен                           | ПЕЮ 2010                                          |
| 2010—11 | Стефани Нильсен         | Jannie Gundry   | Кристин Свенсен     | Cecilie Hygom           | Шарлотта Клемменсен тренер: Кирстен Йенсен                     | ПЕЮ 2011 (4 место)                                |
| 2011—12 | Стефани Нильсен         | Jannie Gundry   | Кристин Свенсен     | Natasha Hinze Glenstrøm | Шарлотта Клемменсен тренер: Микаэль Харри                      | ПЕЮ 2012                                          |
| 2012—13 | Стефани Рисдаль Нильсен | Janne Gundry    | Chalotte Gundry     | Юли Хёг                 | Изабелла Клемменсен                                            | ЧДЖ 2013 (4 место)                                |
| 2013    | Стефани Рисдаль Нильсен | Jannie Gundry   | Шарлотта Клемменсен | Изабелла Клемменсен     | Юли Хёг Catrine Edelskov                                       | ЧДЮ 2013                                          |
| 2013    | Стефани Рисдаль Нильсен | Janne Gundry    | Изабелла Клемменсен | Шарлотта Клемменсен     | Юли Хёг тренеры: Ульрик Шмидт (ПЕКЮ) Хелена Блак Лаурсен (ЧМЮ) | ПЕКЮ 2013 · ЧМЮ 2013 (6 место)                    |
| 2013—14 | Стефани Рисдаль Нильсен | Janne Gundry    | Шарлотта Клемменсен | Юли Хёг                 | Изабелла Клемменсен                                            | ЧДЖ 2014 (4 место)                                |
| 2014—15 | Лене Нильсен            | Янне Эллегорд   | Стефани Рисдаль     | Шарлотта Клемменсен     | Изабелла Клемменсен тренер: Ульрик Шмидт                       | ЧЕ 2014 (4 место) ЧМ 2015 (8 место)               |
| 2015—16 | Лене Нильсен            | Хелле Симонсен  | Стефани Рисдаль     | Шарлотта Клемменсен     | Изабелла Клемменсен тренер: Ульрик Шмидт                       | ЧЕ 2015 (4 место) ЧМ 2016 (8 место)               |
| 2016    | Лене Нильсен            | Стефани Рисдаль | Шарлотта Клемменсен | Изабелла Клемменсен     |                                                                | ЧДЖ 2016                                          |
| 2016—17 | Лене Нильсен            | Мадлен Дюпон    | Стефани Рисдаль     | Шарлотта Клемменсен     | Дениз Дюпон тренер: Ульрик Шмидт                               | ЧЕ 2016 (5 место) · ЧДЖ 2017 · ЧМ 2017 (12 место) |

(скипы выделены полужирным шрифтом)